# إسحاق عيسى عابدين
إسحاق عيسى عابدين (بالإنجليزية: Ishaq Isa Abedeen)‏ (ولد في 1 يناير 1988 في كينيا) عداء مسافات طويلة بحريني الجنسية كيني المولد.

## الإنجازات
| العام       | البطولة                              | الملعب            | المركز      | المنافسة    | الملاحظات   |
| مثل البحرين | مثل البحرين                          | مثل البحرين       | مثل البحرين | مثل البحرين | مثل البحرين |
| ----------- | ------------------------------------ | ----------------- | ----------- | ----------- | ----------- |
| 2005        | بطولة العالم للعدو الريفي            | سانت إتيان، فرنسا | 45          | فئة الشباب  |             |
| 2005        | بطولة العالم للشباب لألعاب القوى     | مراكش، المغرب     | 4           | 3000 متر    | 8:07.67     |
| 2006        | بطولة آسيا لألعاب القوى داخل الصالات | باتايا، تايلند    | 5           | 1500 متر    | 3:51.19     |
| 2006        | بطولة العالم للعدو الريفي            | فوكوكا، اليابان   | 38          | فئة الشباب  |             |
| 2007        | بطولة آسيا لألعاب القوى              | عمان، الأردن      | 3           | 5000 متر    | 14:18.47    |
| 2007        | بطولة آسيا لألعاب القوى              | عمان، الأردن      | 4           | 10000 متر   | 30:51.43    |

## روابط خارجية
- إسحاق عيسى عابدين على موقع الاتحاد الدولي لألعاب القوى (الإنجليزية)